# طوفان نوح (فیلم)
طوفان نوح فیلمی به کارگردانی سیامک یاسمی و نویسندگی ابراهیم زمانی آشتیانی محصول سال ۱۳۴۶ است.

## خلاصه داستان
پدری (نوح) درصدد نجات پسر گمشده اش برمی آید که قاچاقچی الماس است. نوح با همراهی پسر دیگر و کوچکترش و دختر برادرش به مرز رفته کاری می‌کند که برادر کوچکتر خود را به جای طرف ناشناس معامله قاچاق معرفی کند. نوح که مرد خدا هم هست از پروردگار می‌خواهد که پسرش را از کجروی بازدارد. در آخرین دقایق پسر بزرگتر نوح ناگهان تغییر رویه داده و برادر کوچکترش را که در خطر قرار گرفته نجات می‌دهد و بدین ترتیب نوح بار دیگر دو پسر خوب خود را می‌یابد.

## بازیگران
- محمدعلی فردین
- رفیع حالتی
- ناصر ملک مطیعی
- تقی ظهوری
- نیلوفر
- مارینا متر
- علی زندی